# Emmanuel Olisadebe
Emmanuel Olisadebe (Warri, 22 de dezembro de 1978) é um ex-futebolista nigeriano naturalizado polaco. Jogava como atacante.

## Carreira
Em seu país natal, Olisadebe jogou apenas pelo Jasper United, entre 1995 e 1997, atuando em 40 partidas e marcando 20 gols.
Mudou-se para a Polônia em 1997, após ser contratado pelo Polonia Warszawa, onde jogou até 2001, com 66 partidas e 20 gols marcados. Com a camisa do Panathinaikos, foi peça importante nas conquistas da Copa da Grécia e do Campeonato Grego em 2004.
Deixou o Panathinaikos em 2005, jogando por [Portsmouth Football Club|Portsmouth]], Skoda Xanthi, APOP Kinyras Peyias, sem destaque. Reergueu-se no Henan Construction (atual Henan Jianye), tendo atuado em 64 partidas entre 2008 e 2010 na equipe chinesa, marcando 24 gols.
De volta ao futebol grego em 2011, não jogou nenhuma partida pelo Byzas FC e encerrou a carreira no ano seguinte, no Veria.

## Seleção nacional
Com a cidadania polonesa obtida em 2000, Olisadebe passou a ser elegível para representar a Seleção Polonesa, sendo o primeiro - e até hoje - único jogador negro a defender o selecionado. Sua estreia foi em agosto, num amistoso contra a Romênia, marcando seu primeiro gol nesta partida, que terminou empatada em 1 a 1.
Convocado por Jerzy Engel para a Copa de 2002, fazendo um gol na partida contra os Estados Unidos. A vitória por 3 a 1, no entanto, foi insuficiente para a Seleção Polonesa, que amargou a eliminação na primeira fase. Em 25 jogos disputados até 2004, Olisadebe marcou 14 gols.

## Títulos
Polonia Warszawa
- Campeonato Polonês de Futebol (1): 2000
- Copa da Liga Polonesa (1): 2000
- Copa da Polônia de Futebol (1): 2001

 Panathinaikos
- Campeonato Grego (1): 2004
- Copa da Grécia (1): 2004